# USS Callister
„USS Callister” este primul episod al celui de-al patrulea sezon al serialului de antologie Oglinda neagră (Black Mirror). Scris de creatorul seriei Charlie Brooker și William Bridges și regizat de Toby Haynes, a fost difuzat pentru prima oară pe Netflix, împreună cu restul sezonului IV, la 29 decembrie 2017. A primit Premiul Primetime Emmy pentru cel mai bun film produs pentru televiziune⁠(d).
Episodul îl prezintă pe Robert Daly (Jesse Plemons), un programator izolat dar talentat și co-fondator al unui joc online de multiplayer masiv numit Infinity. Robert Daly suferă din cauza nerespectării de către colegii săi a poziției sale de director tehnic în cadrul companiei Callister Inc. El își ia frustrările acasă într-o simulare de aventură spațială de tip Star Trek în cadrul jocului Infinity, folosind ADN-ul colegilor săi pentru a crea clone digitale simțitoare. Acționând în calitate de căpitan al navei spațiale USS Callister, Daly este capabil să-și comande colegii de la lucru, să-i încline în fața voinței sale și să-i maltrateze atunci când ei se revoltă. Când Daly o aduce pe proaspăt angajata Nanette Cole (Cristin Milioti) în joc, aceasta le încurajează pe celelalte clone să se răzvrătească împotriva lui Daly.
Spre deosebire de majoritatea episoadelor Oglinda neagră, „USS Callister” conține numeroase elemente de comedie fățișă și are multe efecte speciale. Deoarece este un fan al universului Star Trek, William Bridges a dorit să introducă multe detalii din serialul original în „USS Callister”, deși episodul a fost conceput pe baza episodului „It's a Good Life” din Zona crepusculară, cu personajul Playtime Fontayne în minte.

## Prezentare
Căpitanul Robert Daly (Jesse Plemons) și echipajul său se află la bordul unei nave spatiale, USS Callister, încercând să-l învingă pe principalul lor inamic Valdack (Billy Magnussen). Ei distrug nava lui Valdack, dar acesta este lăsat să scape de Daly într-o capsulă de salvare. Echipajul sărbătorește, iar Daly își sărută ambele colege.
Versiunea reală a lui Daly este directorul tehnic de la Callister Inc. Compania a fost co-fondată de Daly și de James Walton (Jimmi Simpson), directorul executiv al companiei, și produce jocul multiplayer Infinity, în care utilizatorii controlează o navă într-o realitate simulată. Daly este tratat cu dispreț de către colegii săi, care par identici cu echipajul căpitanului Daly de pe USS Callister. Nou angajata, programatorul Nanette Cole (Cristin Milioti), laudă munca lui Daly la jocul Infinity, dar Walton, mai asertiv, o întrerupe și o ia să-i arate compania.  Când Daly se întoarce acasă, pornește un soft modificat de dezvoltare a jocului Infinity. Această versiune seamănă cu serialul său preferat de televiziune Space Fleet (serial fictiv, asemănător cu serialul Star Trek). După ce intră iar în rolul căpitanului Daly, îi salută pe colegii din echipaj, strângându-l de gât pe un Walton subordonat.
După ce angajata Shania Lowry (Michaela Coel) o avertizează pe Nanette Cole să se ferească de Daly, acesta ia acasă o ceașcă de cafea din care a băut Cole și folosește ADN-ul ei pentru a-i replica conștiința în cadrul softului său de dezvoltare. Cole se trezește la bordul USS Callister, confuză și distrasă. Lowry îi explică faptul că sunt clone digitale ale membrilor personalului Callister Inc. Cole încearcă să scape din navă, dar este teleportată înapoi. Ea refuză să coopereze și să execute comenzile lui Daly, așa că acesta îi înlătură  caracteristicile faciale și o sufocă până când ea se rănește.
Echipajul începe o nouă misiune. Ei îl capturează pe Valdack, dar îi cruță viața. După ce Daly iese din joc, clona digitală Cole găsește o modalitate de a-i trimite o invitație în joc cu un mesaj de ajutor pentru Cole din lumea reală. Ea îl întreabă pe Daly dacă el i-a trimis invitația, acesta îi spune că este doar spam și șterge mesajul. Daly intră în joc pentru a-și interoga echipajul cu privire la mesajul trimis și o transformă pe Lowry într-un monstru când aceasta o apără pe Cole.  După ce Daly iese din nou din joc, Cole identifică o gaură neagră îndepărtată ca fiind locul pe unde se va face următoarea actualizare a jocului Infinity. Ea presupune că dacă zboară cu nava în gaura de vierme firewall-ul îi va șterge și vor muri scăpând astfel din acest coșmar fără sfârșit. Walton e foarte ezitant să-i ajute; el le explică că Daly l-a trimis mai demult pe fiul său Tommy în joc, ca să îl pedepsească pe Walton pentru nesupunere, aruncându-l pe Tommy în vid. Cole îi promite că va distruge bomboana din lumea reală cu ADN-ul lui Tommy.
Când Daly intră în joc, Cole îl convinge să se ducă amândoi într-o misiune pe Skillane IV. Ea își dă jos hainele și intră în apa din apropiere; Daly o urmează fără tragere de inimă, lăsând la mal omnicorderul care îi permite să controleze jocul. Echipajul teleportează omnicorderul pe nava lor și îl folosește pentru a accesa imagini sexuale ale lui Cole de pe contul ei de PhotoCloud. Ei folosesc fotografiile pentru a o șantaja pe Cole din viața reală ca să comande o pizza care să fie livrată pe adresa apartamentului lui Daly și să fure probele ADN când acesta răspunde la ușă. Apoi o teleportează pe clona Cole cu ajutorul omnicorderului. După ce Daly reia jocul, el descoperă că echipajul a fugit. El comandă o navetă spațială prăbușită pe Skillane IV pentru a-i urmări printr-o centură de asteroizi. USS Callister se ciocnește cu un asteroid; Walton repară motoarele manual, incinerându-se, iar nava accelerează și intră în gaura de vierme.
Echipajul ajunge în versiunea online a jocului Infinity împreună cu Lowry, Valdack  și alte clone care au fost pedepsite, acum în formă umană. Paravanul de protecție (firewall) a detectat modul construit de Daly și a blocat comenzile sale, făcându-l fizic incapabil să părăsească jocul, deoarece totul a fost distrus în jurul lui. Între timp, echipajul își continuă aventurile spațiale împreună cu Cole, care este noul căpitan al navei, totul după ce interacționează cu un jucător contrariat "Gamer691" (Aaron Paul).

## Legături externe
- „USS Callister” la Internet Movie Database
- "USS Callister" Arhivat în 24 decembrie 2018, la Wayback Machine. at TV.com

## Vezi și
- Realitate virtuală